# Collegio di The Cotswolds
The Cotswolds è stato un collegio elettorale inglese situato in Avon e rappresentato alla Camera dei comuni del parlamento del Regno Unito. Eleggeva un membro del parlamento con il sistema maggioritario a turno unico; il collegio è stato abolito in occasione della revisione periodica del 2024.

## Estensione
Il collegio fu creato nel 1997 come Cotswold, come successore del collegio di Circenster and Tewkesbury; nel 2010 il nome fu cambiato in "The Cotswolds" per riflettere il nome del distretto locale.
- 1997-2010: il distretto di Cotswold e il ward del distretto di Stroud di Wotton and Kingswood.
- 2010-2024: il distretto di Cotswold, e i ward del distretto di Stroud di Kingswood, Minchinhampton e Wotton-under-Edge.

## Profilo
Il collegio rappresentava un seggio assicurato per il Partito Conservatore e la principale città era Cirencester. Tra gli altri insediamenti vi erano Andoversford, Bourton-on-the-Water, Chipping Campden, Fairford, Lechlade, Moreton-in-Marsh, Northleach, Stow-on-the-Wold, Tetbury (e il vicino villaggio di Doughton, sede di Highgrove, la tenuta del Principe Carlo) e Wotton-under-Edge.
Il collegio aveva il più alto numero di monumenti classificati di ogni altro collegio del Regno Unito. Conteneva anche 8 delle 20 principali attrazioni del Gloucestershire, tra cui Westonbirt National Arboretum, Hidcote Manor e Chedworth Roman Villa.
I senza lavoro o in cerca di lavoro, nel novembre 2012, erano significativamente sotto la media nazionale, con l'1,6% contro il 3,8% nazionale, dato basato su una statistica compilata da The Guardian.
The Cotswolds fu il collegio che, alla dichiarazione dei risultati delle elezioni generali del 2015, diede ai conservatori l'inattesa maggioranza che rielesse David Cameron, nonostante fosse stato predetto un hung parliament.

## Membri del parlamento
| Elezione | Elezione | Deputato               | Partito          |
| -------- | -------- | ---------------------- | ---------------- |
|          | 1997     | Geoffrey Clifton-Brown | Conservatore     |
|          | 2024     | Collegio abolito       | Collegio abolito |

## Elezioni

### Elezioni negli anni 2010
| Partito                    | Partito                                   | Candidato                  | Risultati 12 dicembre 2019 | Risultati 12 dicembre 2019 |
| Partito                    | Partito                                   | Candidato                  | Voti                       | %                          |
| -------------------------- | ----------------------------------------- | -------------------------- | -------------------------- | -------------------------- |
|                            | Conservatore                              | Geoffrey Clifton-Brown     | 35 484                     | 58,00                      |
|                            | Lib Dem                                   | Liz Webster                | 15 270                     | 24,96                      |
|                            | Laburista                                 | Alan MacKenzie             | 7 110                      | 11,62                      |
|                            | Verdi                                     | Sabrina Poole              | 3 312                      | 5,41                       |
|                            |                                           |                            |                            |                            |
| Iscritti                   | Iscritti                                  | Iscritti                   | 81 939                     | 100,00                     |
| ↳ Votanti (% su iscritti)  | ↳ Votanti (% su iscritti)                 | ↳ Votanti (% su iscritti)  | 61 176                     | 74,66                      |
| ↳ Astenuti (% su iscritti) | ↳ Astenuti (% su iscritti)                | ↳ Astenuti (% su iscritti) | 20 763                     | 25,34                      |
|                            |                                           |                            |                            |                            |
|                            | Esito: collegio confermato a Conservatore |                            |                            |                            |

| Partito                    | Partito                                   | Candidato                  | Risultati 8 giugno 2017 | Risultati 8 giugno 2017 |
| Partito                    | Partito                                   | Candidato                  | Voti                    | %                       |
| -------------------------- | ----------------------------------------- | -------------------------- | ----------------------- | ----------------------- |
|                            | Conservatore                              | Geoffrey Clifton-Brown     | 36 201                  | 60,64                   |
|                            | Laburista                                 | Mark Huband                | 10 702                  | 17,93                   |
|                            | Lib Dem                                   | Andrew Gant                | 9 748                   | 16,33                   |
|                            | Verdi                                     | Sabrina Poole              | 1 747                   | 2,93                    |
|                            | UKIP                                      | Chris Harlow               | 1 197                   | 2,00                    |
|                            | Indipendente                              | Sandy Steel                | 107                     | 0,18                    |
|                            |                                           |                            |                         |                         |
| Iscritti                   | Iscritti                                  | Iscritti                   | 80 449                  | 100,00                  |
| ↳ Votanti (% su iscritti)  | ↳ Votanti (% su iscritti)                 | ↳ Votanti (% su iscritti)  | 59 702                  | 74,21                   |
| ↳ Astenuti (% su iscritti) | ↳ Astenuti (% su iscritti)                | ↳ Astenuti (% su iscritti) | 20 747                  | 25,79                   |
|                            |                                           |                            |                         |                         |
|                            | Esito: collegio confermato a Conservatore |                            |                         |                         |

| Partito                    | Partito                                   | Candidato                  | Risultati 7 maggio 2015 | Risultati 7 maggio 2015 |
| Partito                    | Partito                                   | Candidato                  | Voti                    | %                       |
| -------------------------- | ----------------------------------------- | -------------------------- | ----------------------- | ----------------------- |
|                            | Conservatore                              | Geoffrey Clifton-Brown     | 32 045                  | 56,55                   |
|                            | Lib Dem                                   | Paul Hodgkinson            | 10 568                  | 18,65                   |
|                            | UKIP                                      | Chris Harlow               | 6 188                   | 10,92                   |
|                            | Laburista                                 | Manjinder Kang             | 5 240                   | 9,25                    |
|                            | Verdi                                     | Penny Burgess              | 2 626                   | 4,63                    |
|                            |                                           |                            |                         |                         |
| Iscritti                   | Iscritti                                  | Iscritti                   | 78 292                  | 100,00                  |
| ↳ Votanti (% su iscritti)  | ↳ Votanti (% su iscritti)                 | ↳ Votanti (% su iscritti)  | 56 667                  | 72,38                   |
| ↳ Astenuti (% su iscritti) | ↳ Astenuti (% su iscritti)                | ↳ Astenuti (% su iscritti) | 21 625                  | 27,62                   |
|                            |                                           |                            |                         |                         |
|                            | Esito: collegio confermato a Conservatore |                            |                         |                         |

| Partito                    | Partito                                   | Candidato                  | Risultati 6 maggio 2010 | Risultati 6 maggio 2010 |
| Partito                    | Partito                                   | Candidato                  | Voti                    | %                       |
| -------------------------- | ----------------------------------------- | -------------------------- | ----------------------- | ----------------------- |
|                            | Conservatore                              | Geoffrey Clifton-Brown     | 29 075                  | 53,03                   |
|                            | Lib Dem                                   | Mike Collins               | 16 211                  | 29,56                   |
|                            | Laburista                                 | Mark Dempsey               | 5 886                   | 10,73                   |
|                            | UKIP                                      | Adrian Blake               | 2 292                   | 4,18                    |
|                            | Verdi                                     | Kevin Lister               | 940                     | 1,71                    |
|                            | Indipendente                              | Alex Steel                 | 428                     | 0,78                    |
|                            |                                           |                            |                         |                         |
| Iscritti                   | Iscritti                                  | Iscritti                   | 76 728                  | 100,00                  |
| ↳ Votanti (% su iscritti)  | ↳ Votanti (% su iscritti)                 | ↳ Votanti (% su iscritti)  | 54 832                  | 71,46                   |
| ↳ Astenuti (% su iscritti) | ↳ Astenuti (% su iscritti)                | ↳ Astenuti (% su iscritti) | 21 896                  | 28,54                   |
|                            |                                           |                            |                         |                         |
|                            | Esito: collegio confermato a Conservatore |                            |                         |                         |

### Elezioni negli anni 2000
| Partito                    | Partito                                   | Candidato                  | Risultati 5 maggio 2005 | Risultati 5 maggio 2005 |
| Partito                    | Partito                                   | Candidato                  | Voti                    | %                       |
| -------------------------- | ----------------------------------------- | -------------------------- | ----------------------- | ----------------------- |
|                            | Conservatore                              | Geoffrey Clifton-Brown     | 23 326                  | 49,26                   |
|                            | Lib Dem                                   | Philip Beckerlegge         | 13 638                  | 28,80                   |
|                            | Laburista                                 | Mark Dempsey               | 8 457                   | 17,86                   |
|                            | UKIP                                      | Richard Buckley            | 1 538                   | 3,25                    |
|                            | Indipendente                              | James Derieg               | 392                     | 0,83                    |
|                            |                                           |                            |                         |                         |
| Iscritti                   | Iscritti                                  | Iscritti                   | 71 039                  | 100,00                  |
| ↳ Votanti (% su iscritti)  | ↳ Votanti (% su iscritti)                 | ↳ Votanti (% su iscritti)  | 47 351                  | 66,65                   |
| ↳ Astenuti (% su iscritti) | ↳ Astenuti (% su iscritti)                | ↳ Astenuti (% su iscritti) | 23 688                  | 33,35                   |
|                            |                                           |                            |                         |                         |
|                            | Esito: collegio confermato a Conservatore |                            |                         |                         |

| Partito                    | Partito                                   | Candidato                  | Risultati 7 giugno 2001 | Risultati 7 giugno 2001 |
| Partito                    | Partito                                   | Candidato                  | Voti                    | %                       |
| -------------------------- | ----------------------------------------- | -------------------------- | ----------------------- | ----------------------- |
|                            | Conservatore                              | Geoffrey Clifton-Brown     | 23 133                  | 50,31                   |
|                            | Lib Dem                                   | Angela Lawrence            | 11 150                  | 24,25                   |
|                            | Laburista                                 | Richard Wilkins            | 10 383                  | 22,58                   |
|                            | UKIP                                      | Jill Stopps                | 1 313                   | 2,86                    |
|                            |                                           |                            |                         |                         |
| Iscritti                   | Iscritti                                  | Iscritti                   | 68 157                  | 100,00                  |
| ↳ Votanti (% su iscritti)  | ↳ Votanti (% su iscritti)                 | ↳ Votanti (% su iscritti)  | 45 981                  | 67,46                   |
| ↳ Astenuti (% su iscritti) | ↳ Astenuti (% su iscritti)                | ↳ Astenuti (% su iscritti) | 22 176                  | 32,54                   |
|                            |                                           |                            |                         |                         |
|                            | Esito: collegio confermato a Conservatore |                            |                         |                         |

## Risultati dei referendum

### Referendum sulla permanenza del Regno Unito nell'Unione europea del 2016
|             | Collegio      | Lasciare UE % | Rimanere in UE % |
| ----------- | ------------- | ------------- | ---------------- |
|             | The Cotswolds | 47,7%         | 52,3%            |
|             | Inghilterra   | 53,3%         | 46,7%            |
| Regno Unito | 51,9%         | 48,1%         |                  |